# Vladimir Buač
Vladimir Buač (in serbo Владимир Буач?; Tenin, 26 dicembre 1984) è un allenatore di calcio ed ex calciatore serbo, di ruolo attaccante.